# Даштималла
Даштималла (тадж. Дашти малла) — посёлок в Пенджикентском районе Согдийской области Таджикистана. Основано 1974 году. Население по оценке на 2016 год составляет 1865 человека. Основу экономики села составляет животноводство и орошаемое земледелие.

## География
Располагается у подножья северного склона Зеравшанского хребта.

## Административное деление
Административно входит в состав джамоата Суджина.